# 黎明矛麗魚
黎明矛麗魚，為輻鰭魚綱鱸形目隆頭魚亞目慈鯛科的其中一種，分布於南美洲巴西西部及秘魯的亞馬遜河流域，體長可達16.8公分，棲息在流速快、深色水質的溪流，生活習性不明。

## 擴展閱讀
維基物種上的相關：黎明矛麗魚